# Вужиск
Вужиск (укр. Вужиськ) — село в Забродовской сельской общине Ковельского района Волынской области Украины.
До 2020 года входило в Ратновский район.
Код КОАТУУ — 0724284202. Население по переписи 2001 года составляет 299 человек. Почтовый индекс — 44153. Телефонный код — 3366. Занимает площадь 0,465 км².